# نمط ب

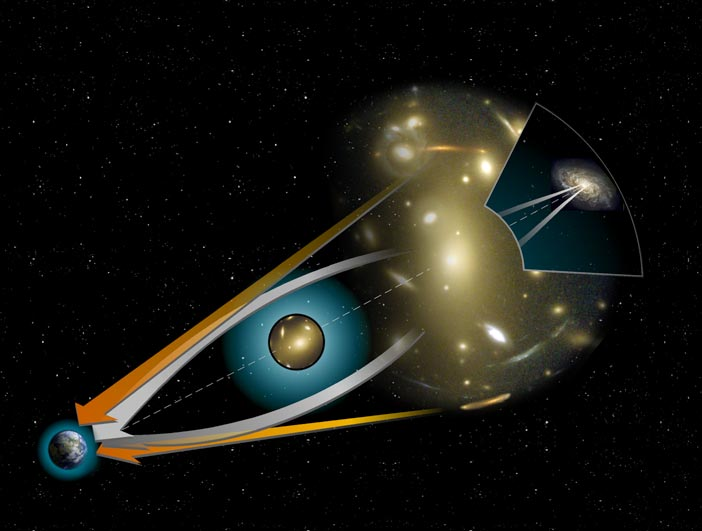
هذا الرسم يوضح كيف تنحني الأشعة الكهرومغناطيسية الناشئة من بدء الكون تحت تاثير عدسة جاذبية لأجرام بالغة العظمة، مكونة النمط بي لاستقطاب الاشعة أثناء عبورها خلال الكون (عن: ESA)

نمط ب  (بالإنجليزية: B-mode) في علم الفلك والفيزياء يرمز إلى نوع يحدث في استقطاب إشعاع الخلفية الميكرويفي الكوني. يحدث استقطاب الأشعة الخلفية الميكروفية الكونية بطريقتين: النوع الأول يشمل استقطاب جزء الحقل الكهربائي للشعاع وهذا يكون متدرج ولا يحتوي على جزء تدوير ويسمى «نمط إي» E-mode. ونوع الاستقطاب الثاني وهو يتكون من الجزء التدويري للشعاع، ويسمى النمط ب B-mode نسبة إلى المجال المغناطيسي للشعاع الكهرومغناطيسي. واشعة الخلفية الميكرووفية الكونية هي أشعة كهرومغناطيسية عادية ولكنها ذات تردد منخفض جدا جدا، ويقول الفيزيائيون عنها أنها تعادل درجة حرارة 7و3 كلفن. هذا إشعاع الخلفية الكونية الميكروي CBM
الذي نرصده حاليا هو الأشعة المتبقية من الإنفجار العظيم الذي أدى إلى نشأة الكون وكانت تلك الأشعة ساخنة جدا جدا في البداية بحيث تولدت منها المادة في هيئة جسيمات أولية كونت بعد ذلك ذرات مع اتساع الكون المفاجيء وانخفاض الحرارة في مرحلة التضخم الكوني، ثم نشأة مجرات فيها نجوم.
وقد شوهد النمط E لاستقطاب الحقل الكهربي لتلك الأشعة أول مرة في عام 2002 في تجربة DASI. وأما النمط بي  فلم يكن قد يكتشف بعد ولهذا أسموه B-mode. حيث أنه متعلق باستقطاب الحقل المغناطيسي للأشعة.
يعتقد العلماء أنه من الممكن نشأة النمط ب بطريقتين، الأولى تكون قد نشأت بعد الإنفجار العظيم بجزء صغير جدا من الثانية في مرحلة تسمى التضخم الكوني. والطريقة الثانية لتكون النمط ب هو تعرض تلك الأشعة الآتية إلينا منذ نشأة الكون لتأثيرات عدسات الجاذبية التي تسببها تجمعات أجرام سماوية بالغة الضخامة في كتلتها.
وقد أعلن مرصد بيسيب 2 الموجود في القطب الجنوبي في مارس 2014 أن فريق العلماء العاملين فيه قد اكتشفوا النوع الأول من النمط بي، وأن اكتشافهم هذا يؤيد المقدار
المرجح r = 0.20+0.07
−0.05
. للانتفاخ والموجات الثقالية عند بدء الكون.

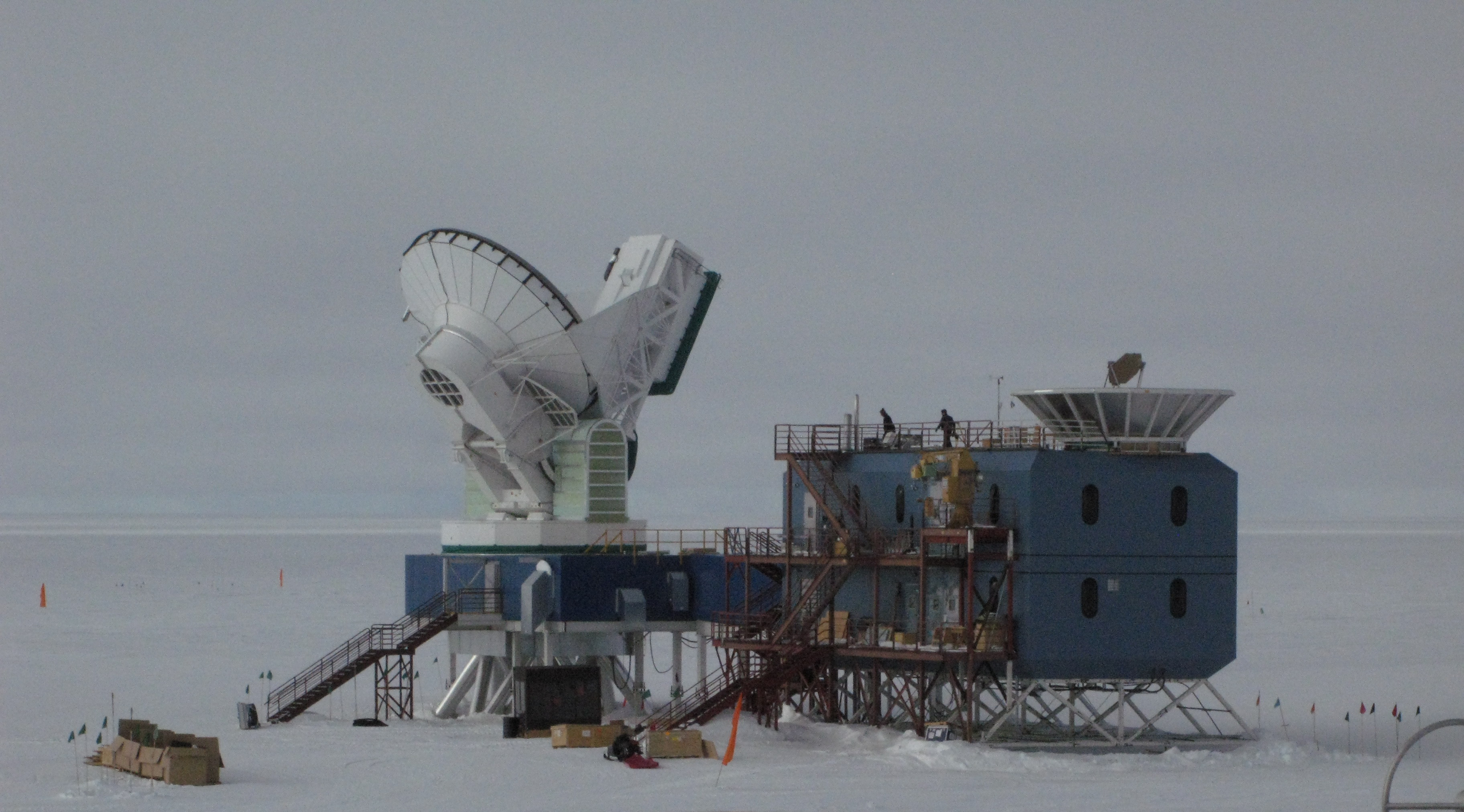
معمل الجزء المظلم ، بمرصد القطب الجنوبي.

وقد اكتشف النوع الأول من النمط ب من قبل بواسطة مرصد القطب الجنوبي وقامت بها «المؤسسة الوطنية الخيرية للعلوم»
National Science Foundation بمساعدة من مرصد هرشل الفضائي.
هذا الاكتشاف سوف يساعد على اختبار صحة النظريات المتعلقة بنشأة الكون. كما يستخدم العلماء المتخصصون بيانات قام بتسجيلها مرصد بلانك الفضائي يشترك فيه الوكالة الأوروبية لأبحاث الفضاء وناسا والوكالة اليابانية للفضاء، بغرض فهم أدق لهذه الموجات.

## اقرأ أيضا
- بيسيب ومصفوف كيك
- مرصد القطب الجنوبي
- تلسكوب أتاكاما الكوني
- انفجار عظيم
- تضخم كوني
- بلانك (مرصد فضائي)
- مستكشف الخلفية الكونية
- مسبار ويلكينسون لقياس اختلاف الموجات الراديوية
- تأثير سونيايف-زيلدوفيتش
- مصور الأشعة الخلفية الكونية